# Spirostreptus micus
Spirostreptus micus är en mångfotingart som beskrevs av Karsch 1881. Spirostreptus micus ingår i släktet Spirostreptus och familjen Spirostreptidae. Inga underarter finns listade i Catalogue of Life.